# Su-30 (航空機)
 Su-30 / Су-30
ロシア空軍のSu-30SM戦闘機
- 用途：戦闘機
- 分類：多用途戦闘機
- 設計者： スホーイ設計局
- 製造者：

  - イルクート(Su-30MKI、SM等)
  - KnAAZ(Su-30MKK等)
  - ヒンドスタン航空機（Su-30MKI、ライセンス生産）
- 運用者：
  -  ロシア（ロシア空軍、ロシア海軍）
  -  インド（インド空軍）
  -  ベトナム（ベトナム空軍)
  -  中国（中国空軍、中国海軍）
  -  アルジェリア (アルジェリア空軍（英語版）)
  -  マレーシア（マレーシア空軍）
  -  インドネシア（インドネシア空軍）他
- 初飛行：1989年12月31日
- 生産数：630機以上（2020年）[1]
- 運用開始：1997年3月
- 原型機：Su-27
- サブタイプ：

  - Su-30MKI
  - Su-30MKA（英語版）
  - Su-30MKM
  - Su-30MKK（英語版）
  - J-16(殲撃16型)

Su-30（スホーイ30、スホイ30；ロシア語:Су-30スー・トリーッツァチ）は、Su-27UBを発展させた複座多用途戦闘機。ロシアのスホーイが設計し、インドなどでもライセンス生産されている。
Su-30のNATOコードネームはフランカーC (Flanker-C)。Su-30MKIはフランカーH (Flanker-H)、Su-30MKKはフランカーG (Flanker-G)と呼称される。

## 概要
1986年にソビエト連邦では防空軍向けの長距離迎撃機の開発を開始し、1988年に試作機Su-27PUを初飛行させた。Su-27PUは、量産化に伴ってSu-30と名称変更された。
Su-30の機体形状は基本的に複座型のSu-27UBと同じであるが、キャノピー前部のIRSTは右側にオフセットされ、機首の左側には伸縮式の空中給油用プローブが追加された、レーダーは改良型のN001Vメーチを搭載している。また、Su-30は、指揮官機としての役目ももちTKS-2と呼ばれる編隊内データリンクを通じて4-5機のSu-27の管制を行うことができる。
Su-30を複座多用途戦術機としたのがSu-30Mで、本来の運用目的である長距離迎撃機から、テレビ指令誘導システムや対レーダーミサイル誘導システムなどの対地攻撃兵装用システムを装備したマルチロール機へと変貌した。
Su-30Mの輸出基本型Su-30MKでは、冷戦終結にともない搭載電子機器をオプションで西側製に変更可能で、フランスのセクスタン・アビオニク社製パッケージを装備できるほか、インド向けのSu-30MKIはイスラエル製の電子戦システムを、マレーシア向けのSu-30MKMは南アフリカ製の警戒システムを装備している。
Su-37にて研究されたカナード翼と推力偏向ノズルを装備したSu-30M2が1997年7月1日、Su-27UB改造機が1998年3月23日にそれぞれ初飛行した。1998年6月15日にはインド軍関係者へ披露され、これらの要素がSu-30MKIに取り入れられている。
1999年8月には中国人民解放軍空軍がSu-30MKKの採用を決定し、2000年12月から引き渡しが開始された。Su-30MKK系列はSu-30系の中では「クラシック」と呼ばれるバージョンに当たり、2016年10月にロールアウトしたベトナム向けの2機をもって生産が終了され、KnAAZはSu-35とSu-57の生産に集中することとなる。
本国ロシアでは長らく少数のSu-30M2が訓練用として使われていたのみだったが、2010年代からSu-30MKIに準じたSu-30SMの配備を開始。なおシリーズとしては第4世代++戦闘機のSu-30SMの生産が少なくとも2020年まで続けられる見込みである。

## 型式

### 初期型

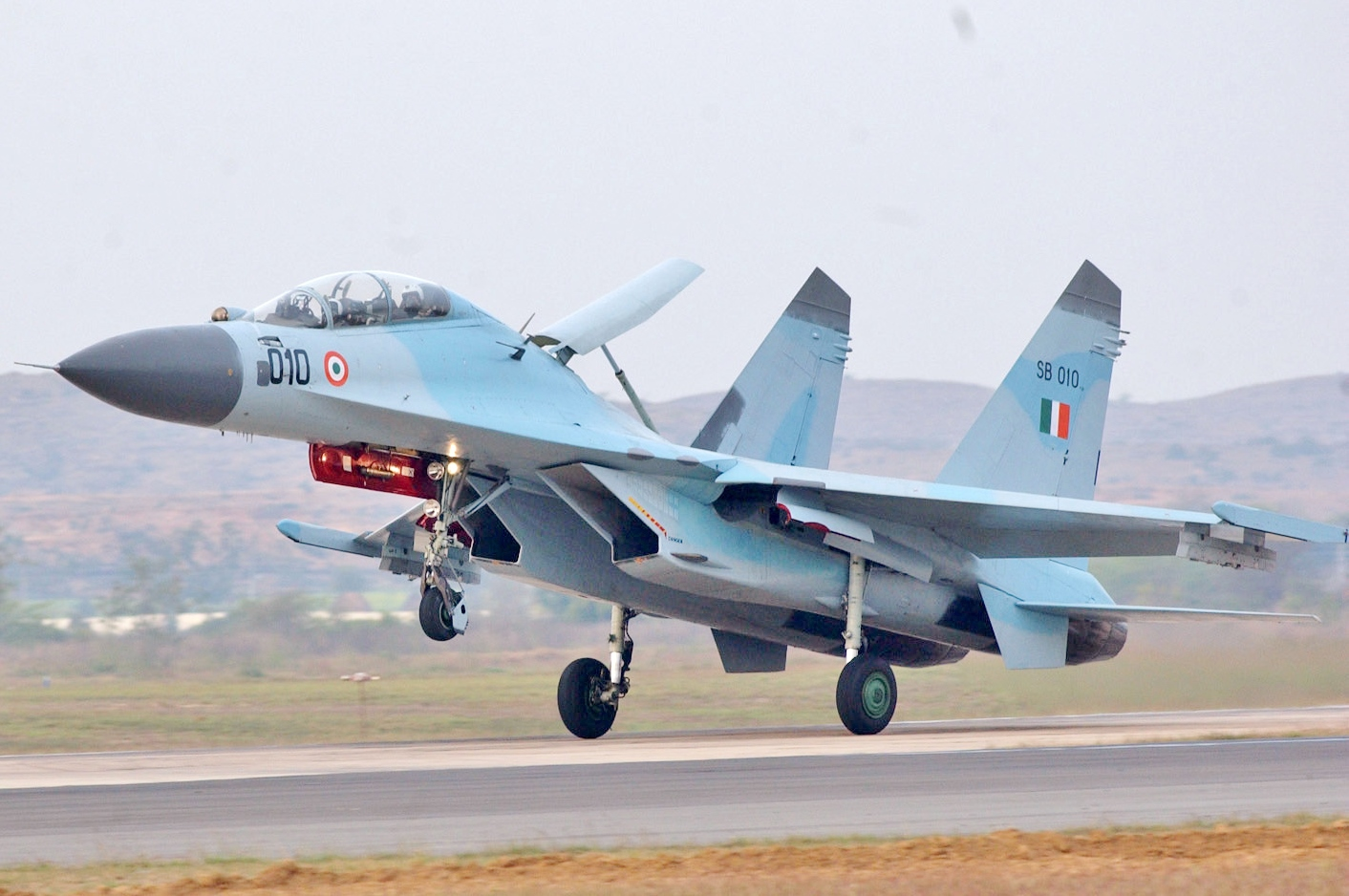
インド空軍のSu-30K。主翼の前にカナード翼が無い点や、前脚がシングルタイヤ（Su-30MKIはダブルタイヤ）であることが、外見上のSu-30MKIとの相違点。

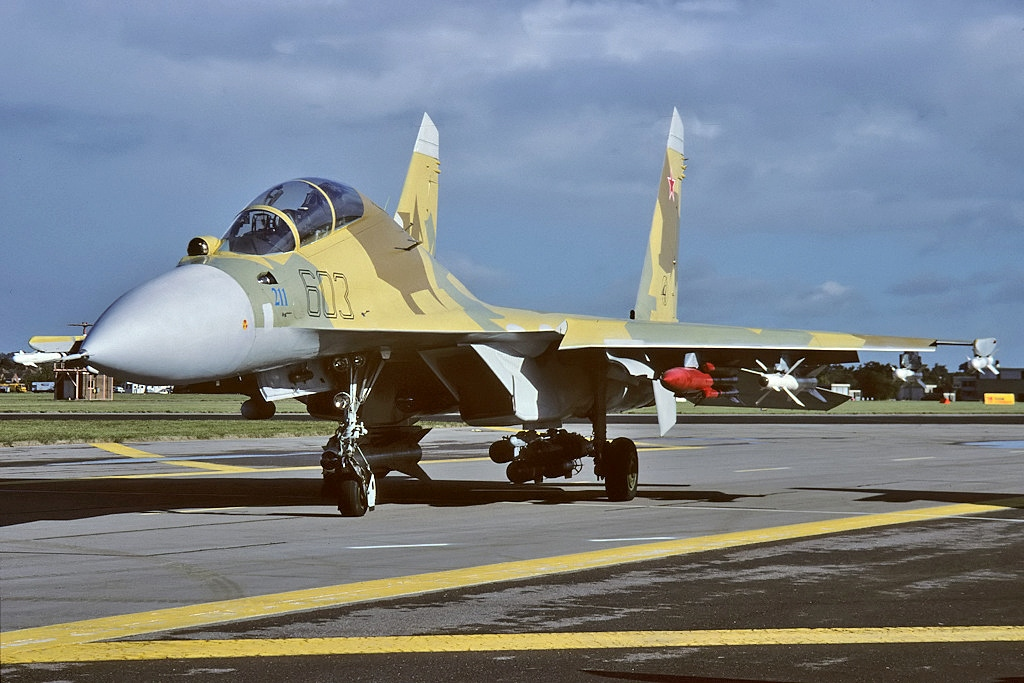
Su-30M

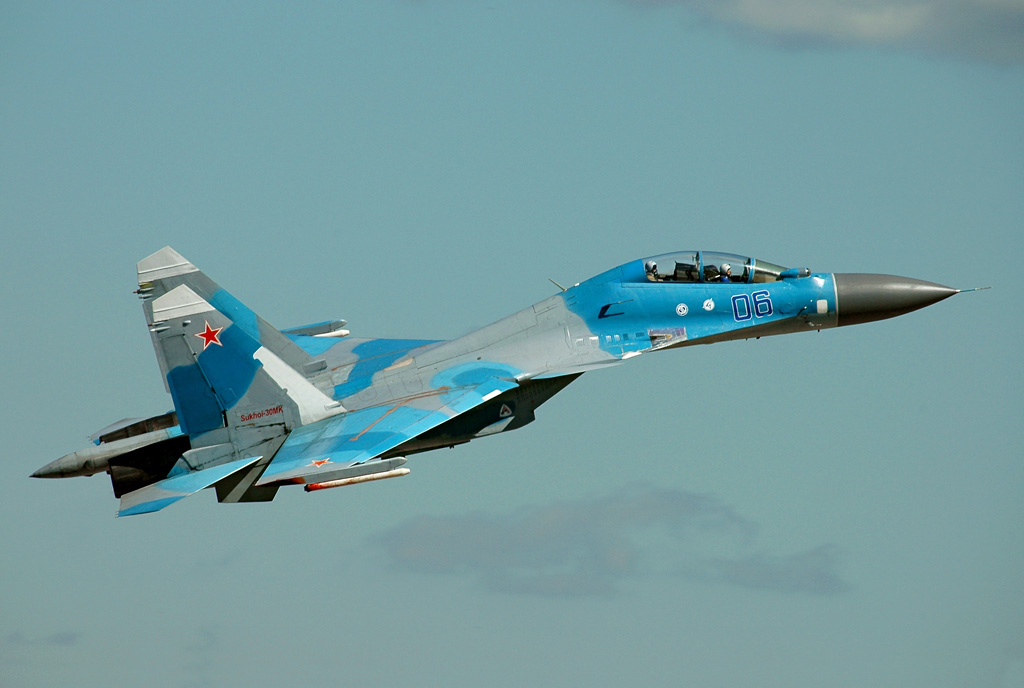
Su-30MK

Su-30
複座長距離戦闘機型

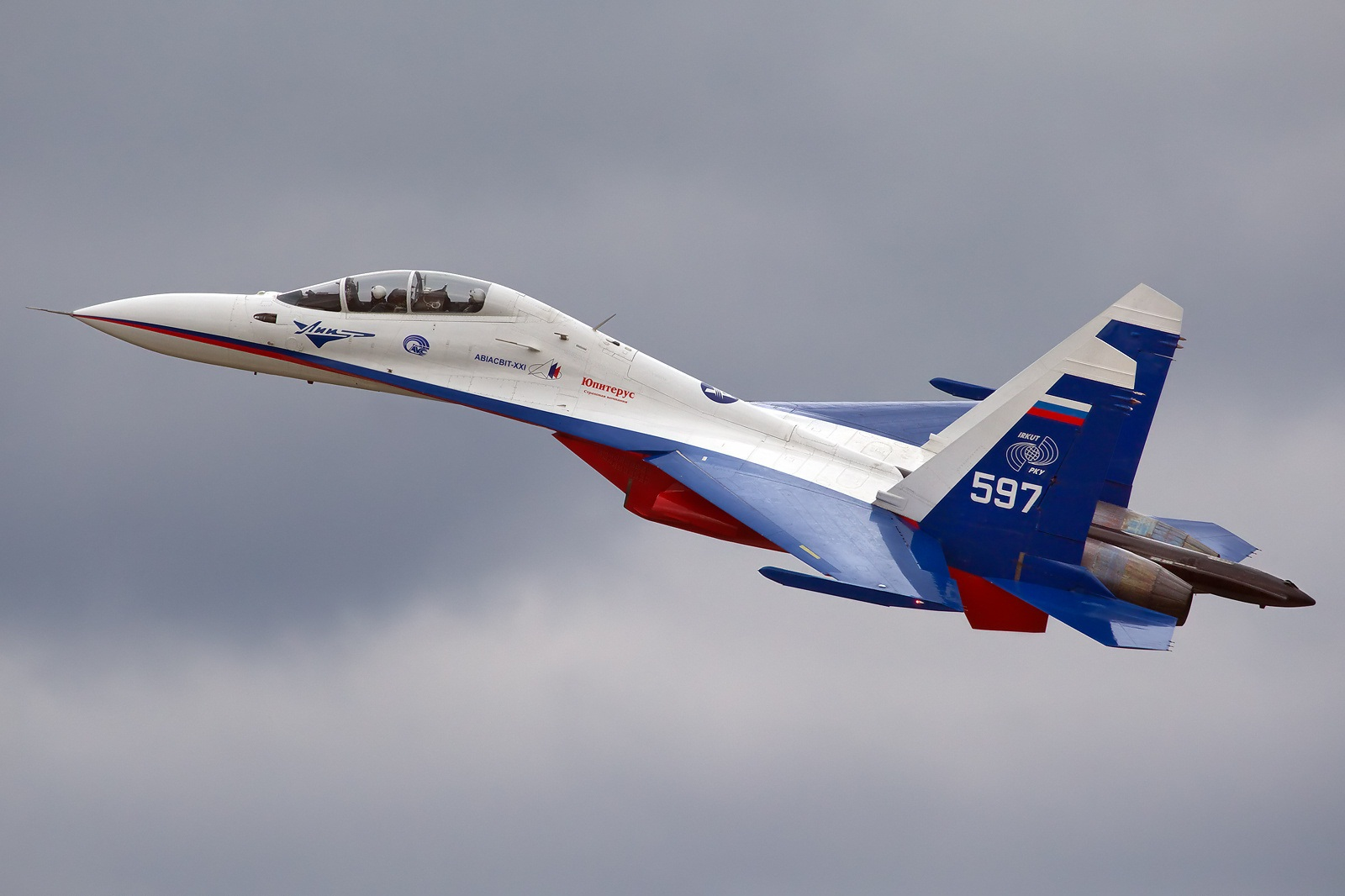
Su-30LL
Su-30に3次元推力偏向ノズルを装備した試験機。
ノズル周りにはMiG-29OVT同様に3箇所のフェアリングが付いている。IRSTは取り外されている。後に推力偏向ノズルは外され、IRSTが装備された。色も塗り替えられた。
Su-30K
輸出型。Su-30MKIが開発されるまでの繋ぎとして、18機がインド空軍に売却された。当初の計画ではSu-30MKIに改修する予定だったが、コスト等の問題から断念され、後にSu-30MKIの生産配備が進むとロシアに売却（＝返却）された。返却後はベラルーシの第558航空機修理工場で保管され、近代化改修後に12機がアンゴラ、6機がエチオピアに売却された。
Su-30KI
インドネシア向け生産型。Su-30ファミリーにおいて唯一の単座型。
Su-30KN
Su-27UB、Su-30、Su-30Kに対して提案された対艦・対地攻撃能力を追加する改修型だったが後にSu-30M2に変更される。
Su-30M
複座多用途戦術機型
Su-30M2
Su-30の2番目の改良型を示す名称で、Su-37で実用化されたカナード翼とTVCを搭載。1997年に初飛行している。
Su-30MK
Su-30Mの輸出型。

### Su-30MKI系列

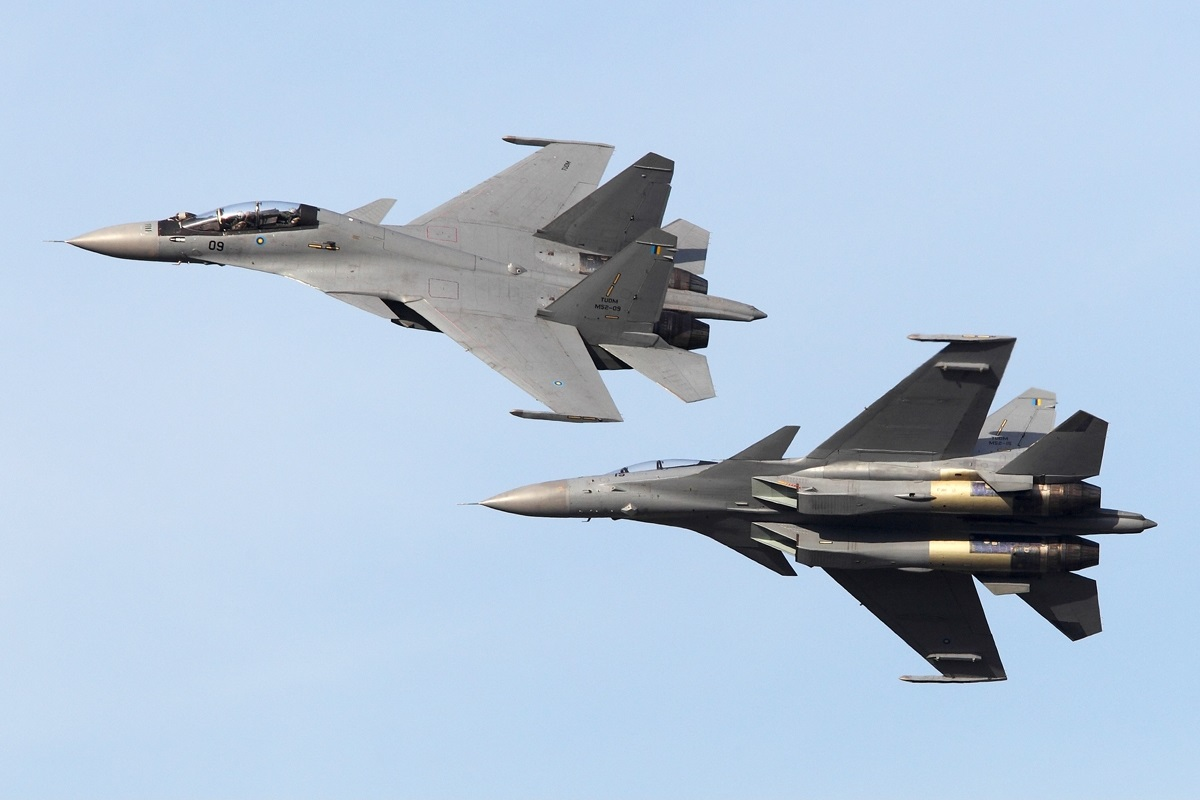
Su-30MKM

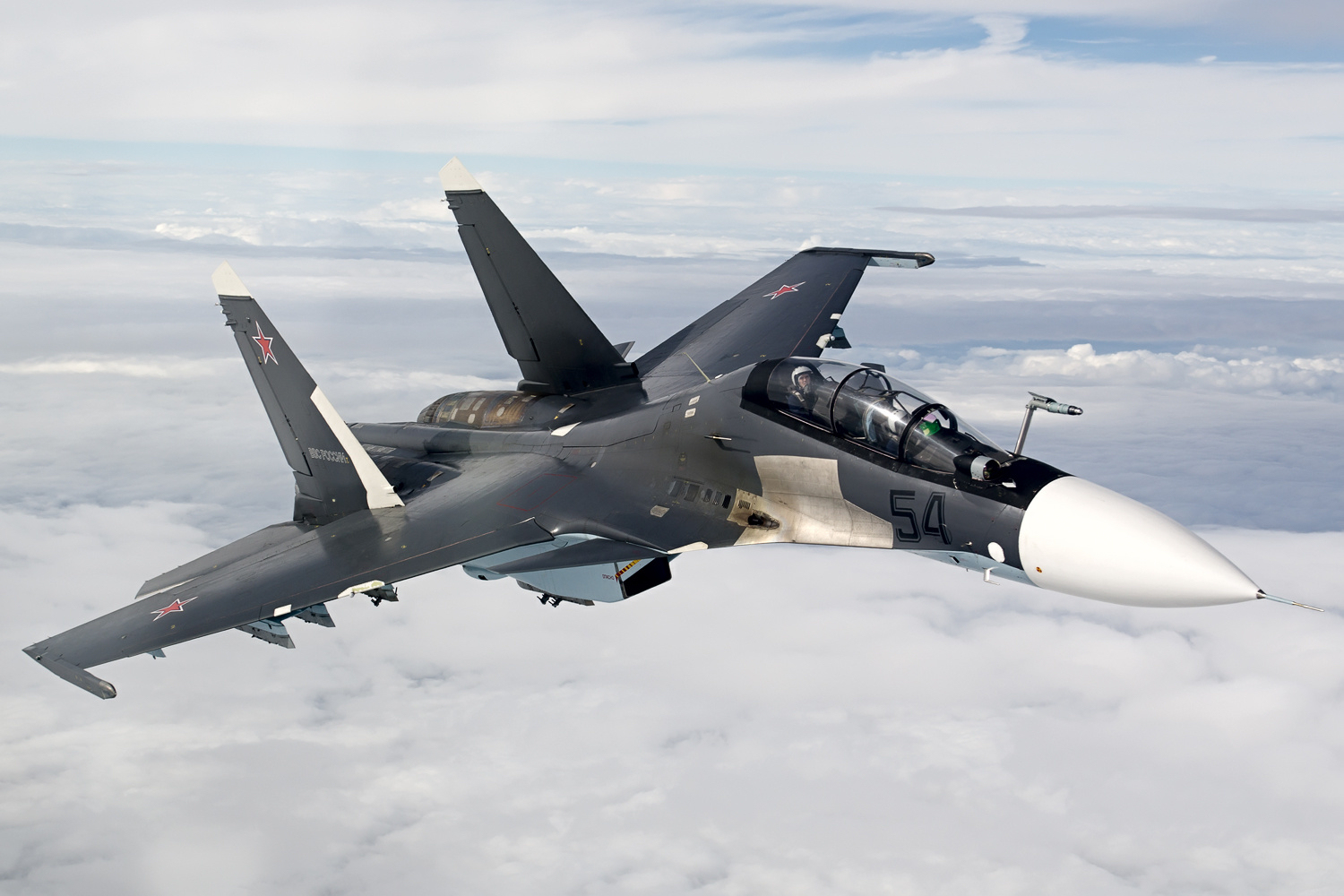
Su-30SM

カナード翼を追加した三翼機となっているのが外見上の最大の特徴。このほかにもパッシブ・フェイズドアレイ式のN011M「バルス」系列の火器管制レーダーや推力偏向ノズルなど、Su-35（Su-27M）やSu-37で実用化された技術がふんだんに取り入れられている。垂直尾翼は翼端部が斜めに切り落とされた従来型のままであるが、方向舵はMiG-29と同様に垂直尾翼後縁から少し後方にはみ出す形で舵面積を拡大している。

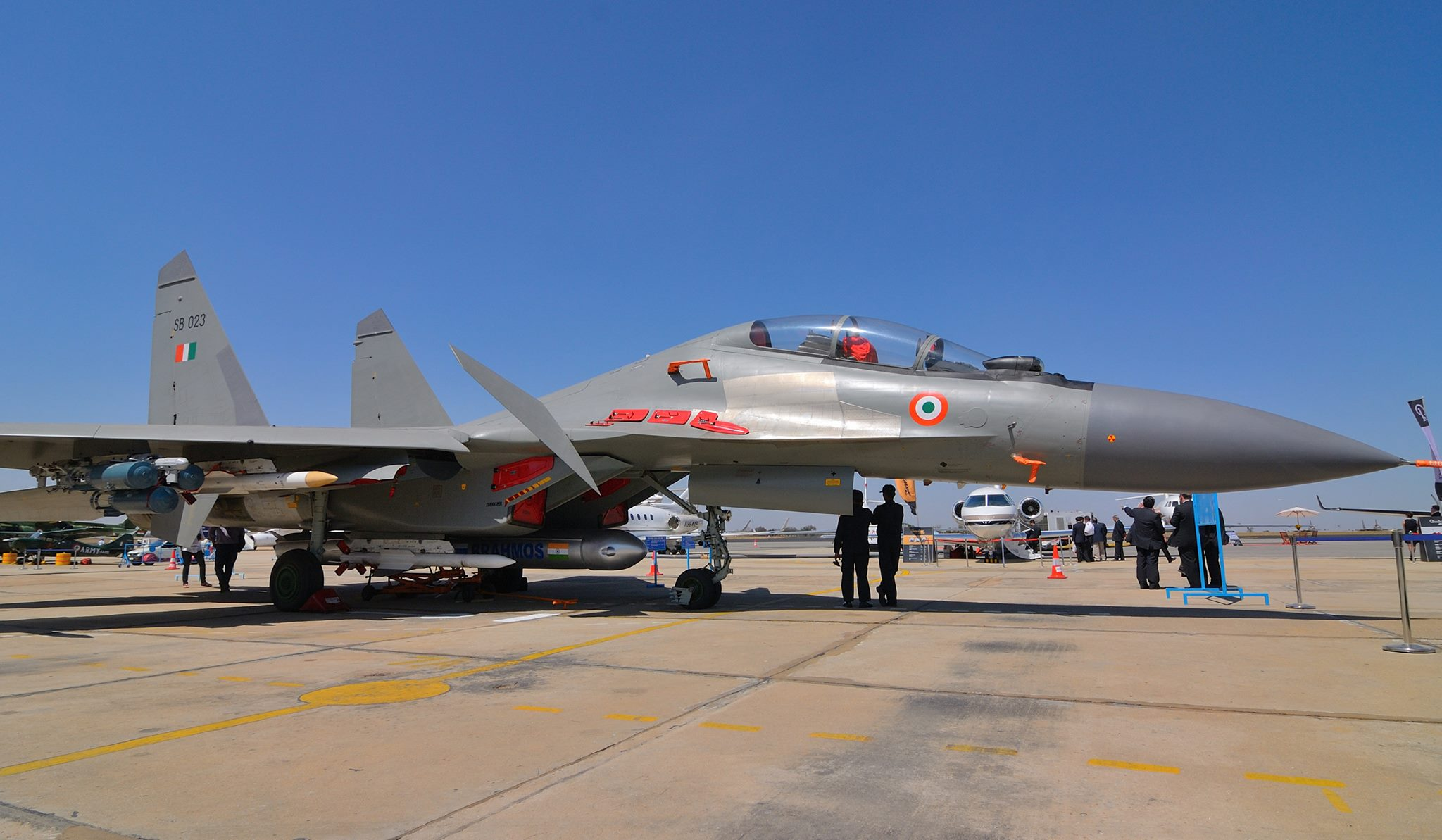
Su-30MKI
ヒンドスタン航空機にてライセンス生産されている、インド向けの派生型。NATOコードネームはフランカーH (Flanker-H)。カナード翼とTVC搭載型。
エルビット社製の967型HUD、タレス社製のMFD-55/66液晶ディスプレイ、DARE社とHAL社製のミッションコンピュータ、イスラエル製の電子戦システムを装備している。また、ライトニング照準ポッドの運用能力が付与されているなど、インド国産品やフランス製・イスラエル製のアビオニクスが使われている。
また、アストラ BVRAAMやブラモス 巡航ミサイルなど、インドが独自に開発した兵装の運用能力も付与されている。

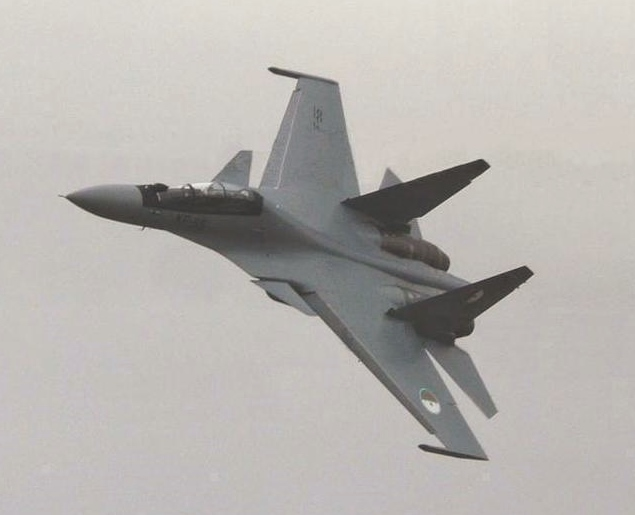
Su-30MKA
アルジェリア向け生産型。基本的にSu-30MKIと同じであるが、イスラエル製の電子機器はロシア製ないしフランス製のものに換装されている。SAP-518とSAP-14電子妨害ポッドの搭載が確認されている。
Su-30MKR
偵察型。
Su-30MKM
マレーシア向け生産型。基本的にSu-30MKIと同じだが、各部に西側仕様のアンテナが追加され、警戒システムが南アフリカ製のものとなっている。AIM-120に有効とされているSAP-518電子妨害ポッドの搭載が可能である。また、照準ポッドはフランス製のダモクルを搭載する。
Su-30MKT
タイ向けの輸出型。性能はSu-30MKMに準ずる。
2005年12月19日の報道によれば、5億ドルで12機のSu-30MKTの購入を契約したがクーデターにより実現しなかった。
Su-30MKL
リビア向けの輸出型。計画のみ。
Su-30SM
Su-30SMのNATOコードネームはフランカーH (Flanker-H)。Su-30MKI/MKMをベースとしたロシア国内向けの機体で、ベース機に搭載されていたアビオニクス類 (射出座席、通信/航法システム、IFF等) などの外国製機材がロシア製の最新のものに変更されている。ロシア以外にも、旧ソビエト連邦構成国の中でも親露政策を取るカザフスタンやベラルーシ、アルメニアにも輸出されている。
タレス製の"3022"大型広角HUDを装備しているのが特徴。レーダーは改良型のBars-R、電子戦装備はヒービヌィ-Uがそれぞれ搭載され、兵装類も最新のものが統合されている。新しいシステムアビオニクスや武器の統合を簡素化するためアビオニクスにはオープンアーキテクチャ概念が導入されている。HUDについては、2014年ウクライナ騒乱に関連した制裁により輸入できなくなったため、2015年よりSu-35に搭載されているIKSh-1Mで代替されることとなった。レーダーについてはアップグレードも検討されている。
Su-30SME
2016年のシンガポール・エアショーで発表された輸出型。2022年にミャンマーが6機発注し、翌2023年に最初の2機が引き渡された。
Su-30SM2
当初はSM1と呼ばれていた。Su-35Sとのコンポーネントの共通化とアビオニクスの統合によって生産、運用コストの削減と整備性の改善を図っている。機首にはSu-35SのN035「イールビス」と同等のレーダーを搭載し、捜索距離が凡そ2倍に拡張された。加えてKAB-250爆弾やKh-59MK2ステルス巡航ミサイルといった最新の地対空精密誘導兵器、R-37M長距離空対空ミサイルの運用が可能となり、対地攻撃能力と交戦距離が増加した。エンジンも同機のAL-41F1Sエンジンに換装されるほか、主翼のスラットに内蔵するIFF/ESM装置、機首下面とコクピットの後方に追加された通信用VHF/UHFアンテナや、RCS低減のため金属素材によるコーティングが施されたキャノピー、テイルコーンの下面に移動した２つのチャフ・フレア・ディスペンサー(CMD)など、外見上においてもSu-35Sに見られる特徴をいくつか備えている。2022年1月、4機がバルチック艦隊の第4独立親衛海軍攻撃機航空連隊(4-й ОГвМШАП)へ編成された。同部隊の機体は既に作戦に投入されており、バルト海上空での対領空侵犯措置や、目下の特別軍事作戦では2024年5月にクリミア沿岸海域における海上哨戒のため出撃した。現在はアビオニクス類の試験段階で、AL-41F1Sを搭載した試験は2023年度から開始される。前述の新しいレーダーとエンジンを搭載した機体は2025年から国防省へ供給される予定で、生産工場であるイルクートでは量産体制の整備中である。
Su-30SMD
エンジンをAL-41F1Sに換装したテストベッド。

### Su-30MKK系列

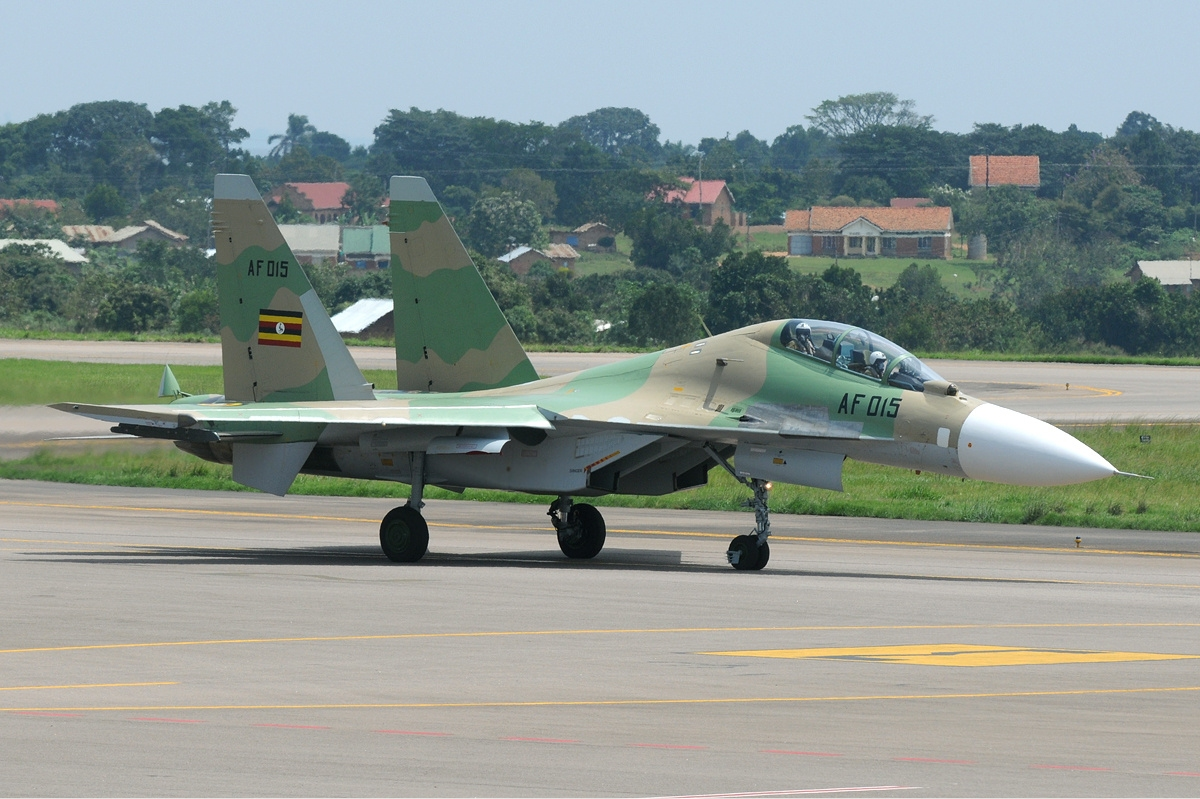
ウガンダ空軍のSu-30MK2

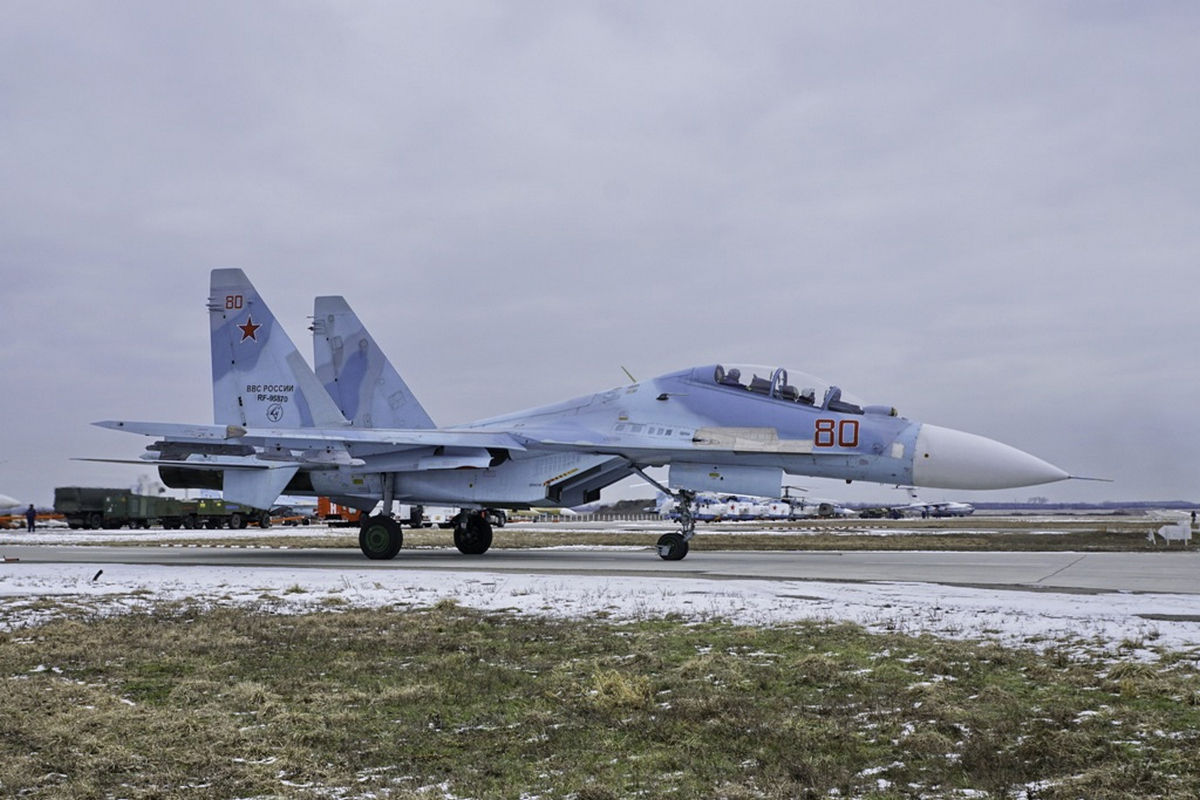
ロシア航空宇宙軍のSu-30M2

Su-35（Su-27M）で使用された、翼端部が水平になっている大型の垂直尾翼（炭素繊維複合材製で、インテグラルタンクにもなっている）以外は従来のSu-27UB/Su-30との外見上の差異は少なく、カナード翼や推力偏向ノズルも搭載していない。火器管制レーダーもSu-27に搭載されたN001「メーチ」の発展型である。

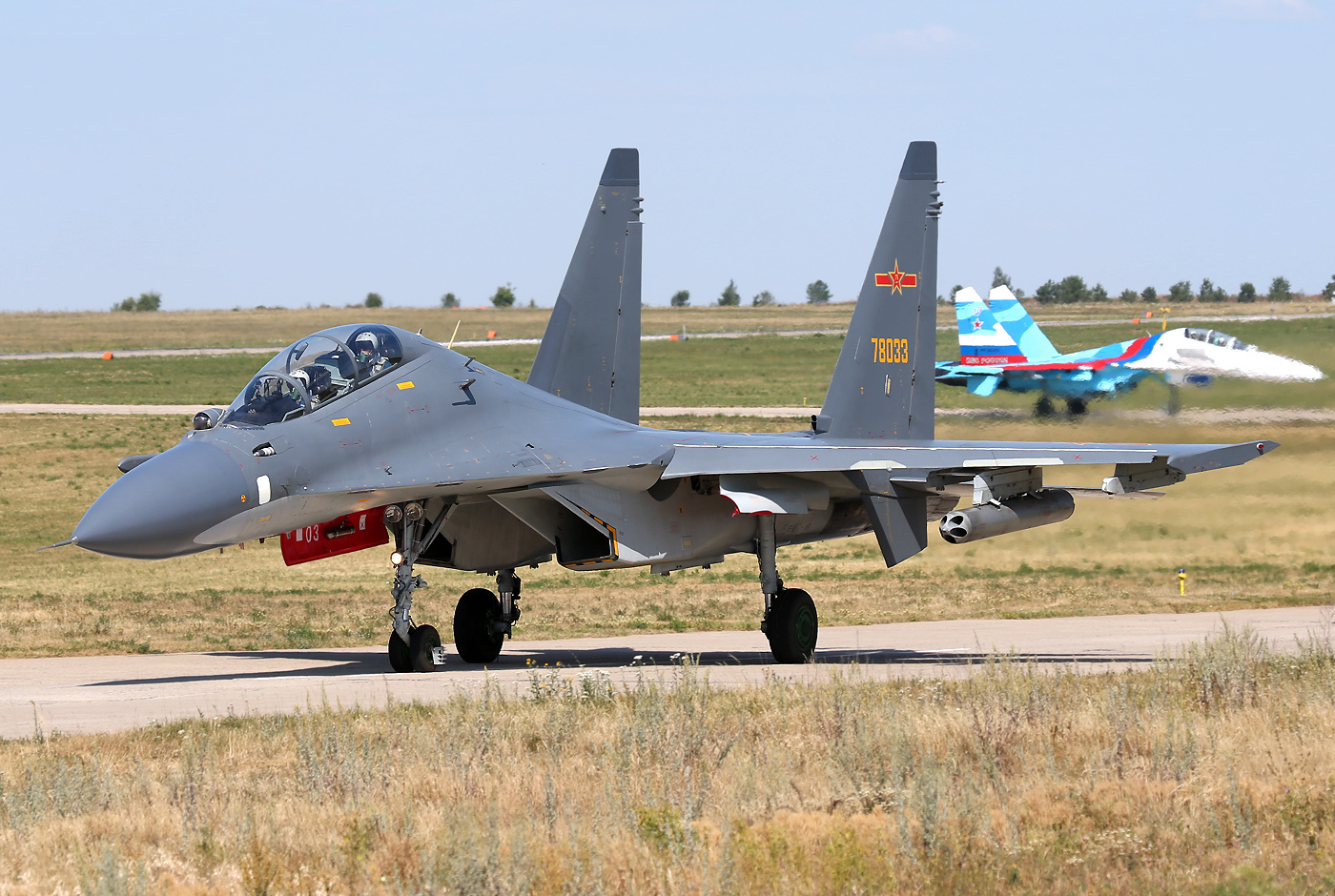
Su-30MKK
中国向け生産型。NATOコードネームはフランカーG (Flanker-G)。中国空軍で運用中。
マッピング機能を含む空対地モードを拡張したN001VEレーダーを装備し、Su-35（Su-27M）の垂直尾翼を組み合わせている。コックピット前席にはMFI-9カラー液晶多機能表示装置2基、後席にもMFI-9表示装置1基とMFI-10表示装置1基を装備している。
Su-30MK2
Su-30MKKの能力向上型。レーダーをN001VEPに換装、サプサンE照準ポッドやM400偵察ポッドの搭載を可能とし、Kh-59などの空対艦ミサイルを運用可能。C4ISTAR能力も強化された。
Su-30MKV
ベネズエラ向け生産型。
Su-30MK2V
ベトナム向け生産型。
Su-30M2
ロシア航空宇宙軍向け仕様。IFF及びデータリンクのモードが異なる。Su-27SM3と多くの共通性を有する。Su-27UBの不足に伴いSu-27SMの任務を支援するために訓練機として配備されている。20機が生産された。
Su-30MK3
Su-30MK2のバージョンアップ型。エンジンやアビオニクスが強化されている。MK2に続いて中国海軍に納入されるとされた が実現していない。
殲撃16型(J-16)
中国がJ-11Bの複座型であるJ-11BSをベースに中国海軍のSu-30MK2と同仕様に改修して開発した機体。
YJ-91などの空対艦ミサイルを運用可能。中国海軍で運用中。国産のWS-10Aエンジンを搭載。カナード翼とTVCは非搭載。

## 運用国

### 現役

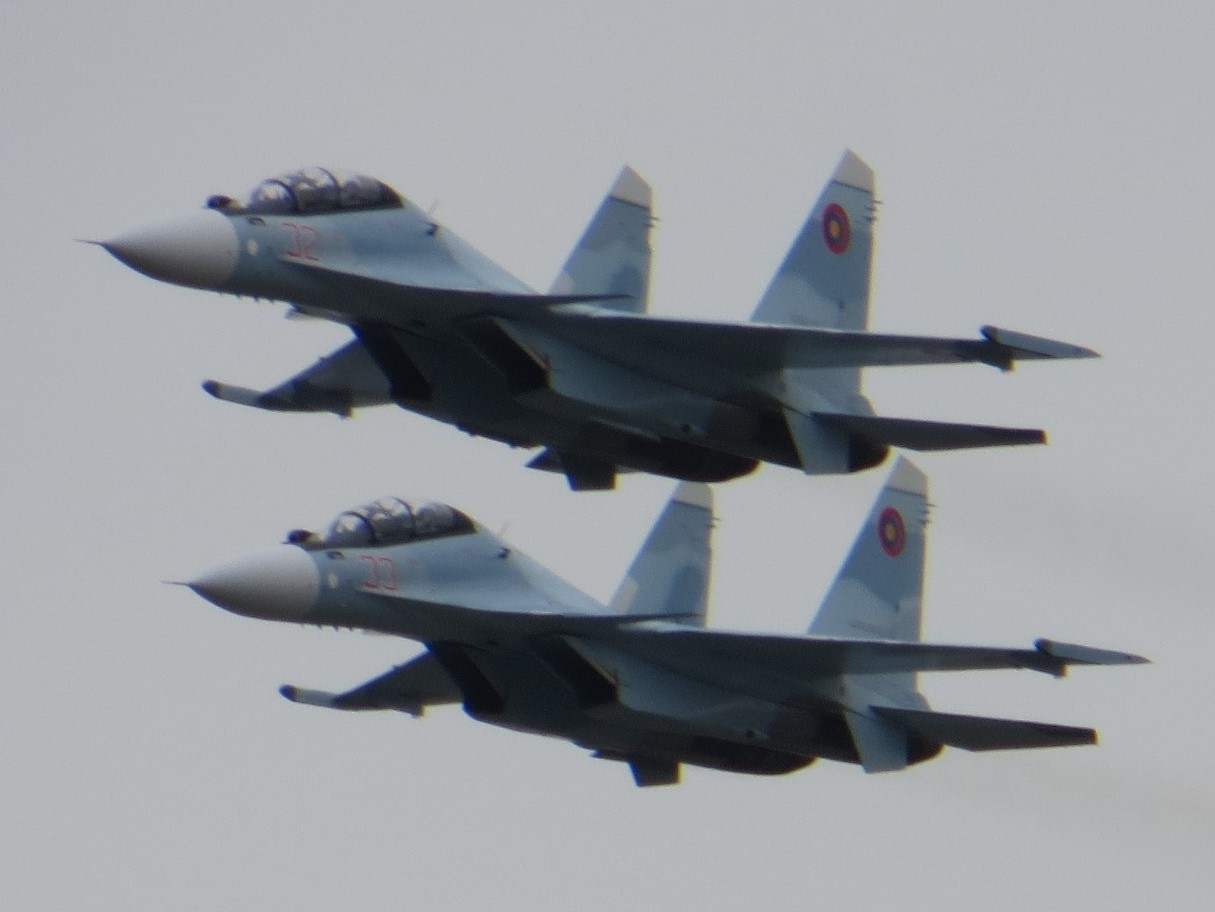
アルメニア空軍のSu-30SM

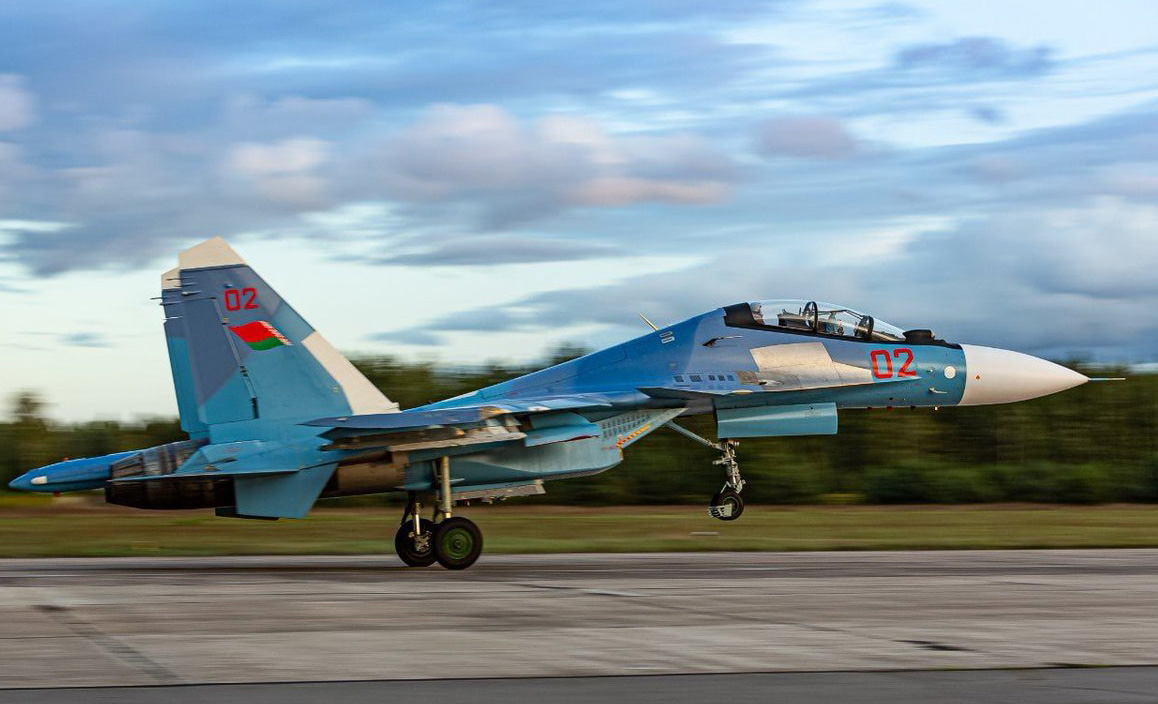
ベラルーシ空軍のSu-30SM

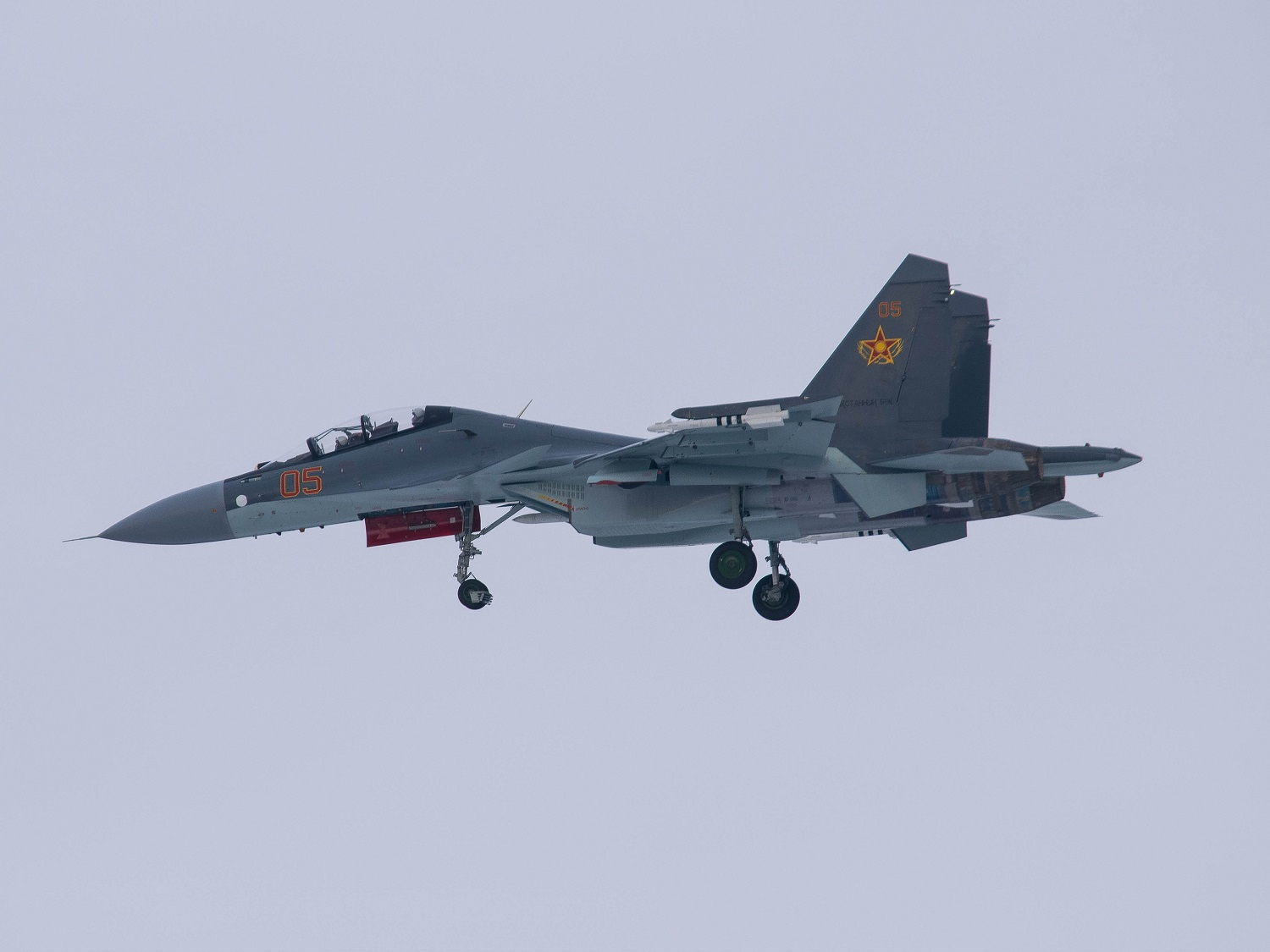
カザフスタン防空軍のSu-30SM

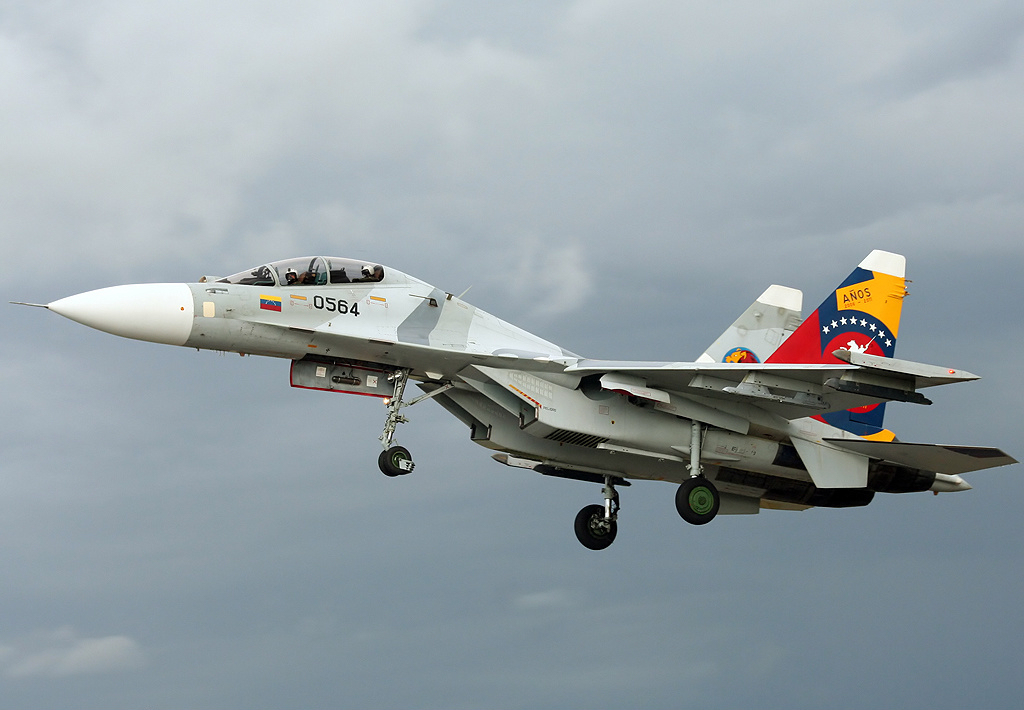
ベネズエラ空軍のSu-30MK2(Su-30MKV)

アルメニア
- アルメニア空軍

2019年2月、アルメニアはロシアにSu-30SMを発注したことを公式に認めた。2024年時点で4機を保有。
 ベラルーシ
- ベラルーシ空軍及び防空軍

MiG-29BMの後継機として2020年以降にSu-30SMの購入を検討中。
ベラルーシは2016年にロシアから12機のSu-30SMを購入することを合意した。正式な発注契約は翌2017年に交わされ、2019年に最初の2機がバラーナヴィチの第61戦闘航空基地に到着した。
 アルジェリア
- アルジェリア空軍（アラビア語版、英語版）

2006年2月にSu-30MKA 28機の購入を決定し、2009年後半に全機が納入された。2010年には16機の追加購入を決定した。2015年にはさらに14機の購入を決定した。
 アンゴラ
- アンゴラ空軍

2013年10月16日に18機のSu-30K戦闘機を発注。機体は元インド空軍機でベラルーシの第558航空機修理工場で修理・アップグレード改修中。2015年11月に2機、2015年12月に2機、2016年中にさらに10機を受領する予定。
 インド
- インド空軍

1996年11月30日にSu-30計50機（MK8機、K10機、MKI32機）の購入契約を交わし、1997年3月からSu-30MK及びKがSu-30MKI完成までの繋ぎとして引き渡しが開始された。のちにこの18機はロシアに返却され、KN仕様へと改修されておりベラルーシが取得を検討していたが、最終的にアンゴラが取得した。
2002年からはSu-30MKIの引き渡しが開始され、さらに222機がインドでライセンス生産されつつある。
2014年の段階でSu-30MKIを200機運用中であり、2018年までに272機を導入予定。
 インドネシア
- インドネシア空軍

2機のSu-30MKと9機のSu-30MK2を運用中。
 ウガンダ
- ウガンダ人民防衛軍

6機のSu-30MK2を運用中。
 エチオピア
- エチオピア空軍（英語版）

旧インド空軍機のSu-30Kを6機発注。2024年1月17日には最初の2機がエチオピアに引き渡されたことが、ロシアのソーシャルメディアにより報じられた。
 カザフスタン
- カザフスタン防空軍

2015年2月4日に購入を発表（機数は不明）。2015年初めに最初の4機が納入された。2023年時点で、23機のSu-30SMを保有している。
 中国
- 中国人民解放軍空軍

1996年からロシアとの間で購入に関する協議をはじめ、1999年8月に38機を20億ドルで購入する事に合意。2001年7月には38機を追加購入する事が決まり、2000〜2003年の間に第1期分と第2期分合わせて76機のSu-30MKKがロシアから送られた。
- 中国人民解放軍海軍

2004年8月にSu-30MK2を24機導入。
 ベネズエラ
- ベネズエラ空軍

2006年6月14日にSu-30MK2の24機の購入を発表し、運用中である。
 ベトナム
- ベトナム人民空軍

2009年1月には12機のSu-30MK2供給のための契約を締結したが、後に8機に減少した。2010年2月には12機、同年7月には、20機の供給契約を結んだ。2013年8月21日には新たに12機の供給契約を結んだ。
 マレーシア
- マレーシア空軍

18機のSu-30MKMを運用中。
 ミャンマー
- ミャンマー空軍

2022年9月にSu-30SMKを6機発注する契約を交わし、2023年11月に最初の2機を受領したことがRIAノーボスチより発表された。
 ロシア
- ロシア空軍

2009年にSu-30M2を4機契約し、2010年には試験飛行を終了した。2012年には16機が発注された。Su-30M2はSu-27UBの不足を補いSu-27SM/SM3の訓練機としても用いられる。
2012年には2008年のグルジア紛争の際にSu-30MKI/MKMの試作機が投入されて良好な成果を収めたことから、Su-30SMを3月に30機、12月にさらに30機を契約した。これらは2016年までに納入予定である。2016年にはさらに30機以上の調達契約を結んだ。これらは2018年までに納入予定である。Su-30SMは通常任務のほか、複座型が存在しないSu-35Sの訓練用としても用いられる。
- ロシア海軍

海軍航空隊が運用するSu-24の後継としてSu-30SM 50機の納入が決まっている。最初の契約は2013年12月に結ばれ、2014年7月22日に最初の3機が引き渡された。運用は2015年1月より開始された。
2016年12月12日には1個飛行隊(合計12機)分のSu-30SMが黒海艦隊航空隊へ配備、2016年12月28日には北方艦隊海軍航空隊へ2機のSu-30SMが配備されている。2018年7月2日には合計8機のSu-30SMがバルト艦隊航空隊へ配備。

### 検討中
イラン
- イラン空軍

MiG-29やF-14といった旧式の航空機の代替用に60機のSu-30MKの購入を検討中。

## 仕様（Su-27PU/Su-30）
出典: スホーイ
諸元
- 乗員: 2名
- 全長: 21.94m（機首プローブ除く）
- 全高: 6.35m
- 翼幅: 14.70m
- 翼面積: 62.0m2(C)
- 空虚重量: 17,700kg
- 最大離陸重量: 34,500kg
- 動力: リューリカ設計局製AL-31FP
  - ドライ推力: 74.5 kN （16,754 lbf） × 2
  - アフターバーナー使用時推力: 122.6 kN （27,557 lbf） × 2
- 海面上昇率：13,800m/min
- 最大兵装搭載量：8,000kg

性能
- 最大速度: M2.3
- 航続距離: 3,000 km  1,620NM（機内燃料のみ）
- 実用上昇限度: 17,300m
- 上昇率: 230 m/s （45,275 ft/min）
- 翼面荷重: 401 kg/m2 （82.3 lb/ft2）
- 推力重量比: 0.86-1
- 最大推力重量比: 1
- * 最大耐G値：9G+

### 武装
- 固定武装 GSh-30-1 30mm機関砲×1（装弾数：150発）

12個のハードポイントにパイロンを介してそれぞれ対応した兵装を搭載可能
- ミサイル

- 短射程空対空ミサイル

- R-73

- 中射程空対空ミサイル

- R-77
- R-27ER/ET

- 空対地ミサイル

- kh-29

- 空対艦ミサイル

- Kh-31A
- Kh-35
- Kh-59　

- 対レーダーミサイル

- Kh-31P

爆弾
- FAB-250
- FAB-500
- RBK-250
- RBK-500
- KAB-500KR
- KAB-1500KR　
- KAB-500L
- KAB-1500L

- ロケット弾

- S-8
- S-13
- S-24
- S-25